# راجر کیو. میلز
راجر کیو. میلز (به انگلیسی: Roger Q. Mills) سناتور سابق عضو حزب دموکرات ایالات متحده آمریکا بود. وی در سال ۱۸۹۲ تا ۱۸۹۹ میلادی سناتور ایالت تگزاس در سنای ایالات متحده آمریکا بود.